# Laura Albéniz Jordana

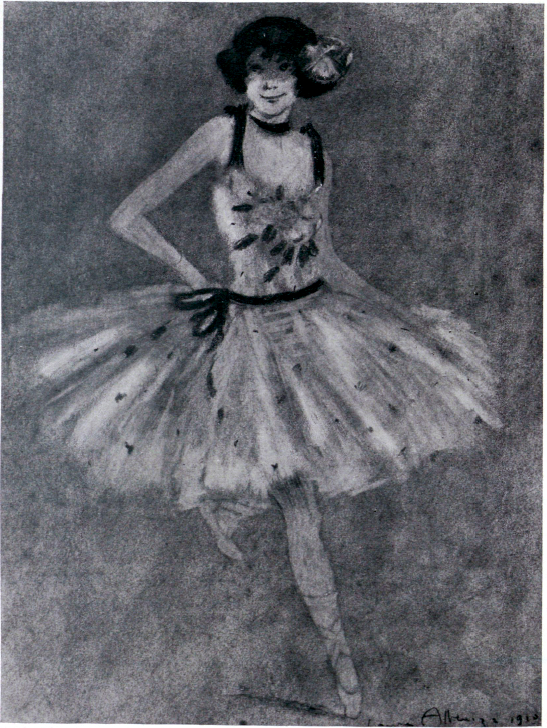
La ballarina, 1910

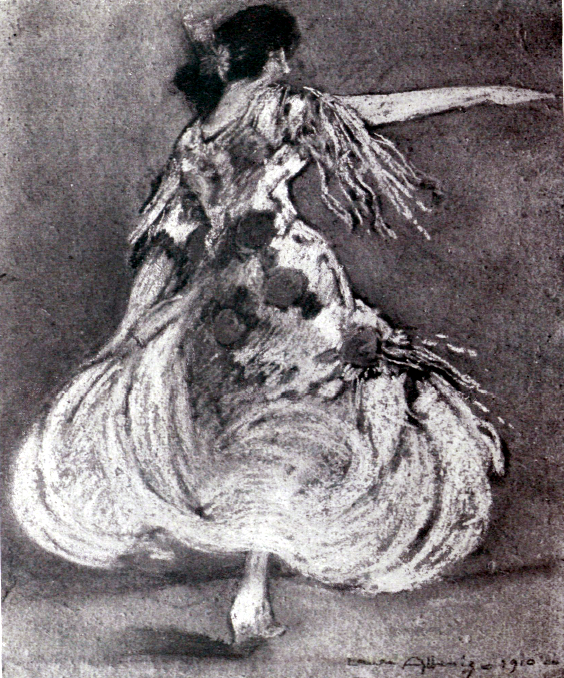
La bailaora, 1910

Laura Albéniz Jordana (Barcelona, 16 d'abril de 1890 - 3 de març de 1944) va ser una il·lustradora i pintora catalana del noucentisme. Se la considera precursora de l'Art Déco a Catalunya juntament amb Xavier Gosé.

## Vida i obra
Laura Albéniz Jordana va néixer a Barcelona el 1890, filla del matrimoni format pel pianista i compositor Isaac Albéniz i Rosina Jordana. Quan era petita, la família es va traslladar a Londres, on va rebre una excel·lent formació. Va arribar a dominar fins a set o vuit idiomes. També va viure entre Paris i Niça, durant els primers anys del segle xx.
El 1906, amb només 16 anys, va fer la seva primera exposició al Musée Moderne de Brussel·les, on presentà Pages d'album, una mostra de dibuixos i aquarel·les que van ser molt ben rebuts per la crítica, que els va qualifar de divertissants et spirituels. Havia viatjat a la capital belga amb el seu pare, que tenia diferents compromisos musicals, i allà va entrar en contacte amb l'associació artística Libre Esthétique. Un any més tard, el 1907, va exposar dibuixos i pastels en una mostra que compartia amb Ismael Smith a l'establiment de Josep Ribas a Barcelona. S'hi van poder veure les mateixes obres que a Bèlgica i una sèrie d'estudis que havia fet a Niça i París. L'escriptor Josep Maria Roviralta en va fer la crítica a la revista Feminal, elogiant-ne la simplicitat lineal i l'ús del color i de la taca des d'una mirada molt pròpia, segons ell, de dona. Igualment, en destacava la frescor i l'originalitat, que la diferenciaven d'altres pintores contemporànies que excel·lien en la pintura de flors, i comparava les seves obres amb la del pintor i il·lustrador francès Jean-Louis Forain i l'estatunidenc James McNeill Whistler:
| «                                                             | Precisa conèxer a fons aquesta nova tècnica infantívola de la concentració del moviment y del caràcter en el menor nombre de trassos possibles. | » |
| — Josep Maria Roviralta, Feminal, núm. 2, 26 de maig del 1907 | |   |

Des de llavors la crítica sempre li fou molt favorable malgrat que, sovint, al·ludí al seu «esperit femení». La bona relació amb el seu pare li obrí les portes del món artístic i cultural parisenc de començament del segle xx.
Les obres d'aquesta primera època recullen l'ambient mundà de París i de la Belle Epoque, un món de dandisme entre vache (espiritual, irònic, cínic) i chic (d'elegància prussiana de la capital), la importància de l'ambient decoratiu, urbà i modern, però també un món culte i contemporani en el qual la presència femenina és destacada. En aquesta primera etapa s'hi nota la influència del seu mestre Gosé, en les línies, el dinamisme i la gràcia de les seves figures; però també de Degàs, en les seves composicions en diagonal; i de Toulouse-Lautrec, en la facilitat per captar l'instant.
El 1911, participa en una exposició de dibuixos, pastels, olis, escultures, esmalts i aiguaforts, conjuntament amb Ismael Smith, Néstor Fernández i Marià Andreu al Faianç Català, de la qual es publica catàleg. Es tracta d'una exposició molt significativa, ja que reuneix quatre artistes d'una generació jove, que treballen diferents disciplines com són el dibuix, la pintura, la caricatura, l'escultura i l'esmalt, i que entenen la modernitat con un trànsit del vell al nou, del modernisme al noucentisme. I tres anys més tard, el 1914, realitza una exposició individual a les Galeries Dalmau. En aquesta exposició el tema central gira al voltant de la figura femenina, però en aquest, deixa de banda l'ambient parisenc, i se centra més en el folklòric, com sevillanes, ballarines, gitanes, etc.
El 1918 es va casar amb un militar de carrera, Vicenç Moya, que, des de 1933, va treballar per a la indústria britànica. Amb ell tingué dos fills: Julio (1919-1939) i Rosina (1920-2015). El seu fill morí durant la guerra civil. La família de la seva filla, la familia Moya Albéniz, serà l'hereva del llegat d'Isaac Albéniz.
La seva casa funcionà com una mena dels darrers famosos salons: s'hi celebraren setmanalment tertúlies on assistien intel·lectuals i artistes de l'època, com ara els seus grans amics Olga Sacharoff o Otto Lloyd. De fet, va formar part del cercle de dones intel·lectuals i artistes de la pintora russa a Catalunya, entre les quals hi havia les pintores Soledad Martínez, Marie Laurencin, Dagoussia i Ángeles Santos, les escultores Lluïsa Granero i Maria Llimona o les escriptores Clementina Arderiu i Elisabeth Mulder.

Va ser una artista polifacètica, va pintar aquarel·les i pastels, va dissenyar exlibris, i sobretot va treballar com a dibuixant. Entre els anys 1919-1921, es troben il·lustracions seves en publicacions de l'època, com ara a les revistes Feminal (núm. 17, agost de 1908), D'Ací D'Allà (núm. 11, novembre de 1921) o La Esfera (on il·lustrava els articles d'Eugeni d'Ors, qui la considerava la imatge de la dona ideal). També va treballar com a il·lustradora de llibres entre els quals, Elegías (1910), d'Eduard Marquina, La aldea ilusoria (1920) o El peregrino Ilusionado (1921), de Gregorio Martínez Sierra. Els dibuixos i puntes seques que Laura Albéniz va fer per a les Elegías de Marquina es van exposar l'any 1935 a les Galeries Syra de Barcelona i es van editar dins la col·lecció de luxe La Cometa de Gustavo Gili. En la dècada de 1930 va participar en la primera exposició col·lectiva d'il·lustradors de les edicions de La Cometa a les Galeries d'Art de la llibreria Catalònia i l'any 1944 va exposar a les Galeries Dalmau dibuixos i pintures que havia fet a Sevilla.

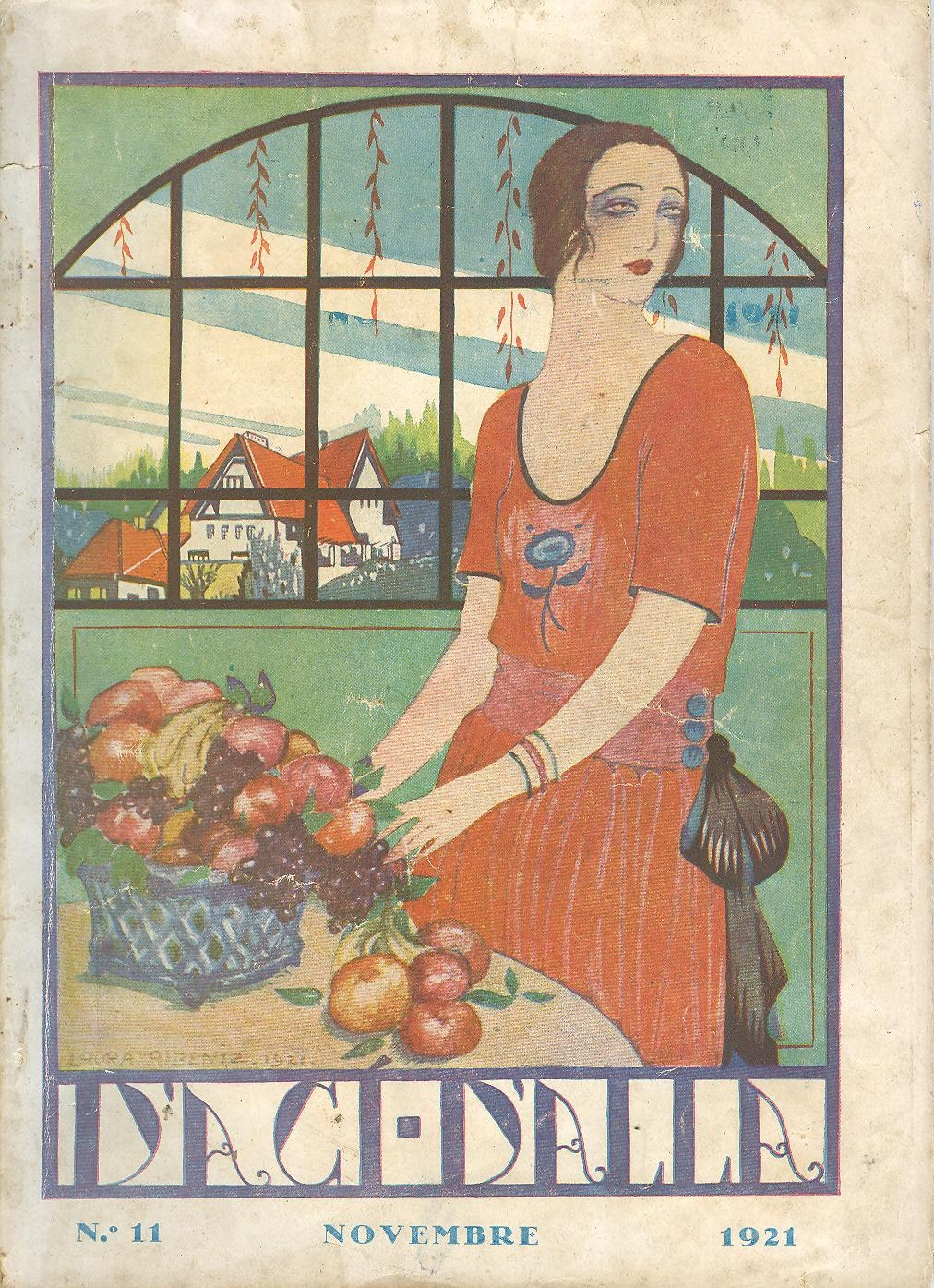
Il·lustració de Laura Albéniz per a la portada de la revista D'ací i d'allà, 1921

Laura Albéniz mantenia una bona relació amb altres artistes de la seva època. Amb Eugeni d'Ors van conservar, al llarg de tota la vida, una relació professional, intel·lectual i d'amistat; com a testimoni d'aquesta relació es conserva una fructífera correspondència. A partir de la dècada de 1930 les figures que dibuixava Laura Albèniz van evolucionant cap al mediterranisme, defensat per d'Ors, i representant l'ideal de dona noucentista: una dona catalana sana i forta, de formes arrodonides, a la qual s'assignava el rol tradicional d'esposa i mare, i transmissora de valors morals i culturals.
Aquestes dones s'allunyen de les joves modernes que havia pintat o dibuixat anys enrere, que transportaven a un ambient culte, elegant i modern, i representaven un nou model de dona en busca de la seva llibertat. Possiblement, aquest gir en la seva producció és conseqüència dels darrers batecs del noucentisme, que es van donar just després de la dictadura de Primo de Rivera, i que van esdevenir una manera de reivindicar la cultura de principis de segle que havia estat fortament reprimida.
Es pot trobar obra de Laura Albéniz al Museu de Montserrat i al Museu d'Art de Sabadell. Consta que, en la col·lecció del Foment de les Arts Decoratives, l'any 1920 es conservava un cartell de l'exposició de l'any 1911 al Faianç Català.